# Herb Franciszka
Herb papieski Franciszka – oficjalny herb Stolicy Apostolskiej w czasie pontyfikatu papieża Franciszka (2013-2025).

## Opis
Forma herbu papieskiego nawiązuje do zmian wprowadzonych przez Benedykta XVI. Tradycyjnie wieńcząca herb tiara zastąpiona została przez biskupią mitrę. W odróżnieniu od herbu papieża Benedykta XVI, herb papieża Franciszka nie zawiera paliusza. Zastąpiony został przez wstęgę z dewizą papieża (do tej pory w herbach papieskich nie umieszczano dewiz).

Herb kardynała Jorge Mario Bergoglio

Herb papieski składa się z tarczy herbowej, dwóch kluczy św. Piotra, przez które jest przeplecione cingulum oraz mitry (infuły) biskupiej umieszczonej nad tarczą. Mitra wyróżnia się 3 poziomymi paskami koloru złotego, symbolizującymi 3 piętra tiary: porządek, prawo i magisterium. Łączący je zaś pionowy pasek oznacza jedność tych cech w osobie papieża.
Hiszpańska tarcza herbowa jest koloru niebieskiego. Zawiera trzy symbole ułożone w trójkątny kształt.
W górnej części tarczy znajduje się złote słońce, zawierające chrystogram w kolorze czerwonym oraz trzy czarne gwoździe. Wskazuje ono na zakon jezuitów, z którego wywodzi się papież Franciszek.
U dołu tarczy, po prawej stronie (heraldycznie) znajduje się złota ośmiopromienna gwiazda, symbolizująca Maryję. Symbol ten współgra z kolorem tarczy.
Z lewej strony widoczny jest złoty kwiat szpikanardu, będący nawiązaniem do osoby św. Józefa.
Dewiza papieża Franciszka: Miserando atque eligendo (Spojrzał z miłosierdziem i wybrał) pochodzi z kazania św. Bedy Czcigodnego o powołaniu celnika Mateusza (Mt 9, 9-13). Św. Beda napisał: Vidit ergo Iesus publicanum, et quia miserando atque eligendo vidit, ait illi, Sequere me (Jezus ujrzał celnika, a ponieważ go umiłował, wybrał go, i powiedział mu: Pójdź za mną).